# Belinda (astronomia)
Belinda, o Urano XIV, è un satellite naturale del pianeta Urano che ha preso il nome da una figura femminile nella commedia Il ricciolo rapito di Alexander Pope.
Il satellite appare di forma allungata e con una superficie molto scura: solamente il 7% della luce incidente viene riflessa dalla superficie.

## Scoperta
È stato scoperto dalle immagini prese dalla sonda spaziale Voyager 2 il 13 marzo 1986, ed ha ricevuto la designazione provvisoria S/1986 U 5.

## Caratteristiche fisiche
Nelle immagini riprese da Voyager 2, Belinda appare come un oggetto di forma allungata con l'asse maggiore che punta in direzione di Urano. L'asse minore ha una lunghezza dello 0,5 ± 0,1 rispetto all'asse maggiore, cioè è lungo circa la metà. La sua superficie è di colore grigio.
Belinda appartiene al gruppo di Porzia, che comprende anche Bianca, Cressida, Desdemona, Porzia, Giulietta, Cupido, Rosalinda e Perdita. Questi satelliti hanno orbite e parametri fotometrici simili.
Le conoscenze relative a questo satellite sono praticamente limitate alla sua orbita, al raggio di 45 km e all'albedo di 0,08.

## Parametri orbitali
È un satellite interno di Urano. Il sistema dei satelliti interni è instabile, anche se su scale di molti milioni di anni. Nel corso del tempo Belinda e Cupido dovrebbero essere la prima coppia destinata a entrare in collisione, con tempistiche comprese tra 100.000 e 10 milioni di anni in funzione della densità del gruppo di Porzia, a causa dell'interazione di risonanza con il più piccolo Cupido.